# Pedro Meireles
Pedro Meireles (Porto 3 de Junho de 1981) é um violinista português.

## Biografia
Começou a estudar violino com a sua mãe Maria Filomena Pires aos 5 anos de idade e com 9 anos ganhou o seu primeiro concurso: "Juventude Musical Portuguesa". 
Foi também 1˚ prémio no concurso "Parnaso" em 1993, 2˚ prémio para a melhor interpretação da peça Portuguesa no Concurso Internacional de violino Júlio Cardona – classe B em 1997 e 1999, 1˚ prémio no concurso "Jovens Músicos" da RDP – nível médio em 1998 e nível superior em 2000 e 1˚ prémio no concurso "Winfred Little - Violin Prize" em 2003.
Estudou violino com os professores Carlos Fontes e Suzanna Lidegran no Conservatório de Música do Porto onde terminou o curso com nota máxima. Estudou também com o Prof. Gerardo Ribeiro. 
Estreou-se como solista com a Orquestra do Norte aos doze anos e desde então tocou também com, a Orquestra de Câmara do Conservatório de Música do Porto, a Orquestra Sinfónica Portuguesa e a Orquestra Gulbenkian, entre outras. 
Em 2004 graduou-se com honras e prémio foundation award pelo seu exame final na Royal Academy of Music em Londres, onde segue presentemente estudos com o prof. Howard Davis. Gravou para a RDP, RTP e R.A.M. label. 
Foi bolseiro da Fundação Eng. António de Almeida, da Fundação Calouste Gulbenkian e da Musicians Benevolent Fund. 
Pedro Meireles começou a estudar viola de arco como 2˚ instrumento na Royal Academy of Music em Londres com o Prof. Matthew Souter e desde então foi galardoado com o 3˚, 2˚ e 1˚ prémios no "Max Gilbert Viola Award" em 2002, 2003 e 2004. Foram-lhe também atribuídos o 3˚ e 2˚ prémios no "Theodore Holland Award" em 2002 e 2004 assim como o 2˚ prémio no "Concurso de Interpretação do Estoril" e no "Croydon Symphony Orchestra International Soloist Prize" em 2003. Em 2004, Pedro foi o vencedor do "Prémio Jovens Músicos" e do "Prémio Maestro Silva Pereira" da RTP. 
Em 2007, foi membro do júri do "Prémio Jovens Músicos" e em 2009 do "Concurso de Stª. Cecília" no Porto. 
Tem dado masterclasses anuais no "Curso Silva Monteiro".

## Discografia
Tem CDs gravados pela Numérica, Naxos e Harmos Records e gravou para a RDP e RTP em variadas ocasiões. 
- "Divertimenti - Haydn - Seis divertimentos para flauta violino e violoncelo", onde interpreta Haydn com seu pai Luís Meireles ao violino Ken Ichinose no violoncelo (2009)
- "Festival Internacional de Música da Póvoa de Varzim - Obras Encomendadas" à viola (2006)